# Lillabrystet ellekrage
Lillabrystet ellekrage (Coracias caudatus) er en skrigefugl, der lever i subsaharisk Afrika.